# キッドパワー
キッドパワー・ティーンパワー・フルパワーインターナショナル（キッドパワーとしても知られている）は女性護身術を教える、非営利団体であり、安全、自己防衛法、自己主張の方法についてなどを教え、受講者に身を守るための自信をつけさせようと活動している。教育者、メンタルヘルス専門家、警察などの法施行機関はキッドパワーはいじめ、いやがらせ、暴行、誘拐の防止に有効であると考えている

。

## 歴史
1985年キッドパワーの常務理事兼創立者である Irene van der Zandeは彼女の7歳の娘と4歳の息子を含む8人の子どもたちを誘拐犯から守り、その経験がキッドパワーを設立するきっかけとなった。事件後Irene van der Zandeは児童発達、教育、メンタルヘルス、レイプ被害、武道や法律に関する様々な専門家を集め、キッドパワー・インターナショナルを1989年に設立した。設立以来100万人以上の人々が世界各国でキッドパワーを受講している。また、2012年には、パラベラム協会によって、日本人インストラクターが養成されている。

## 使命
キッドパワーはアメリカ国内や世界各国で暴力防止やセルフエスティーム（自尊心）育成などを目的とした様々なワークショップを行っている。暴力や虐待被害を減らすことを目標に掲げ、どのようにしたら安全を確保し、賢く行動し、自分自身に自信を持ち信じることができるかを教えている。
キッドパワーは以下の5つの基礎となる信条を掲げている：
1. 安全であると感じることは個人の基本的な権利であり特権ではない。
2. 全ての人が自己防衛能力を高め、より自分に自信を持つ方法を学ぶことが可能である。
3. 全ての年齢、能力、地位の人がキッドパワーからサービスを受けることができ、その中でも特に助けを必要としている子どもや若者層へのサービスは重要である。
4. ポジティブで成功体験を元にした教育方針は、受講生がどのように彼ら自身の安全を守るか学ぶための鍵である。
5. 誠実性・有用性そして安全がキッドパワーが行う全ての活動の基礎となっている。

## プログラムとサービス
キッドパワーは支部がアメリカ、カナダ、スウェーデン、ニュージーランド、スイス、ベルギー、ドイツ、バングラデシュ、インド、ベトナム、ペルー、パキスタンにあり、各地で成功体験を元とするワークショップを行い、虐めや暴行などにあう機会を減らすためのスキルを教えている。キッドパワーでは子どものための"キッドパワー”（三歳から）、ティーンエイジャーのための"ティーンパワー（TEENpower)”、大人のための"フルパワー(FULLpower)”、高齢者のための"シニアパワー(SENIORpower)"など年齢に応じたワークショップがあり、受講者に障がいがある場合にはプログラムをその障がいに適応させることができる。